# Cirrodes rosaceus
Cirrodes rosaceus là một loài bướm đêm trong họ Noctuidae.